# Джотекс Асамоа Фрімпонг
Джотекс Асамоа Фрімпонг (англ. Joetex Asamoah Frimpong, нар. 17 квітня 1982, Аккра) — ганський футболіст, що грав на позиції нападника, зокрема за низку швейцарських клубних команд, а також за національну збірну Гани.

## Клубна кар'єра
Народився 17 квітня 1982 року в місті Аккра. Вихованець юнацьких команд декількох нігерійських футбольних клубів.
У дорослому футболі дебютував 2002 року також у Нігерії, виступами за команду «Ель-Канемі Ворріорс». Наступного року перейшов до «Еньїмби», за яку відіграв три сезони своєї ігрової кар'єри, виборовши за цей час два титули переможця Ліги чемпіонів КАФ. У третьому для Фрімпонга розіграші цього турніру нігерійська команда виступила значно менш вдало, але сам гравець із сімома забитими голами став його найкращим бомбардиром.
Частину 2006 року провів у саудівськом «Аль-Насрі» (Ер-Ріяд), після чого нетривалий час відіграв за туніський  «Сфаксьєн», звідки отримав запрошення до Європи.
З 2007 року і до завершення ігрової кар'єри виступав у Швейцарії. Спочатку приєднався до вищолігового «Янг Бойз», згодом також на рівні Суперліги грав на умовах оренди у складі «Люцерна».
2011 року перейшов до третьолігового «Гренхені», звідки 2012 року віддавався до «Цюриху», в якому провів свої останні ігри на рівні найвищого дивізіону Швейцарії.
Завершував ігрову кар'єру в аматорському «Дерендінгені» протягом 2013—2014 років.

## Виступи за збірну
2005 року дебютував в офіційних матчах у складі національної збірної Гани.
У складі збірної був учасником Кубка африканських націй 2006 року в Єгипті, де був гравцем основного складу.
Загалом протягом дворічної кар'єри у національній команді провів у її формі 11 матчів, забивши 2 голи.

## Титули і досягнення
- Переможець Ліги чемпіонів КАФ (2):

«Еньїмба»: 2003, 2004
- Найкращий бомбардир Ліги чемпіонів КАФ:

2005 (7 голів)